# Lunksora
Lunksora románul: Luncșoara, falu Romániában, Erdélyben, Hunyad megyében.

## Fekvése
Illyétől északra, Brádtól délnyugatra fekvő település.

## Története
Lunksora, Longsárfalva nevét 1516-ban említette először oklevél p. Longsarfalwa néven. A későbbiekben nevének változatai voltak: 1733-ban Lunksora, 1750-ben Lunksoar, 1808-ban Lunksora, 1888-ban Lunngsora (Lunksóra), 1913-ban Lunksora.
1519-ben  már p. Lwngsora néven említették az oklevelek, ekkor a Barancskai, Werbőczy családok birtoka volt.
A trianoni békeszerződés előtt Hunyad vármegye Marosillyei járásához tartozott. 1910-ben 246 görögkeleti ortodox román lakosa volt.

## Források

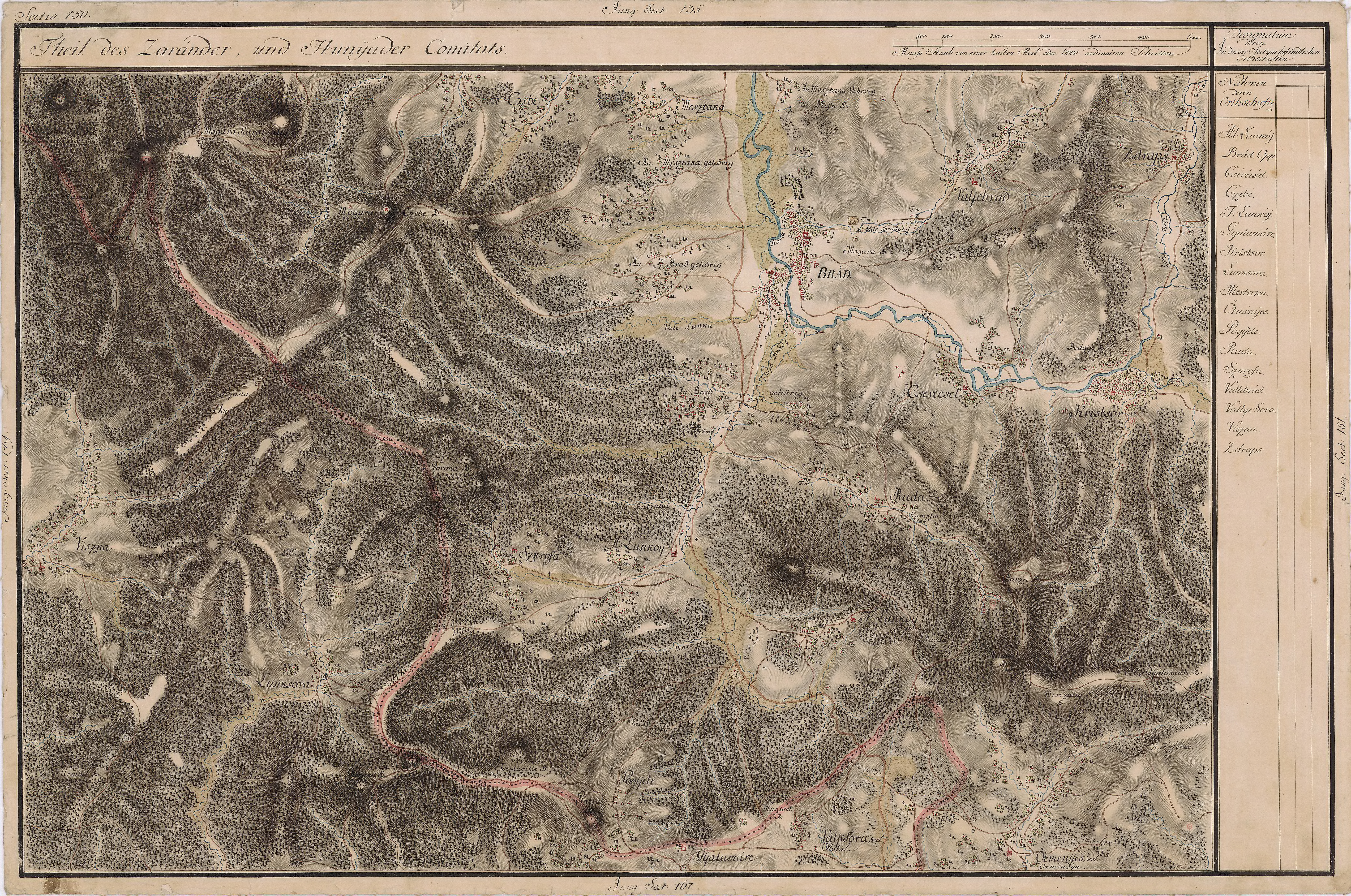
Lunksora egy régi térképen